# مثبطات استرداد السيروتونين الانتقائية
مثبطات استرداد السيروتونين الانتقائية (اختصارًا SSRI) هي فئة من المركبات تستخدم عادة كمضادات اكتئاب في علاج الاكتئاب، اضطرابات القلق، وبعض اضطرابات الشخصية· وهي أيضا فعالة في العادة وتستخدم في علاج بعض حالات الأرق.
آلية عمل لهذه المثبطات غير معروفة بشكل دقيق، يعتقد انها تزيد مستوى خارج الخلية من الناقل العصبي سيروتونين بواسطة منع استرداده في الخلية قبل تشابكية، زيادة مستوى السيروتونين في الشق التشابكي المتاحة لربط المستقبل بعد تشابكي. هناك درجات متفاوتة من الاختيارية لنواقل المونوامين، مثبطات إعادة امتصاص السيروتونين الاختيارية لها انجذاب ضعيف مع النورادرينالين وناقل الدوبامين.
تعتبر مثبطات استرداد السيروتونين الاختيارية من أكثر الأدوية التي يتم وصفها كمضاد للاكتئاب في دول عديدة. يعد تأثير هذه المركبات على حالات الاكتئاب المرضية المعتدلة أو المتوسطة طفيفًا، إذ ان الآثار الجانبية تفوق الفائدة الدوائية وتضر بالمريض.

## الاستخدامات الطبية
المؤشر الاساسي لاستخدام مثبطات استرداد السيروتونين الاختيارية هو الاضطراب الاكتئابي، كما توصف هذه الادوية لمن يعانون من اضطرابات القلق، مثل اضطراب القلق الاجتماعي، اضطراب الهلع، اضطراب الوسواس القهري، اضطراب الاكل، والألم المزمن، كما توصف احيانًا لعلاج اضطراب الكرب التالي للصدمة النفسية. تستخدم أحيانًا هذه الادوية لعلاج اضطراب تبدد الشخصية، لكن نتائج العلاج ليست بالكافية عمومًا.

## الآثار الجانبية
تختلف الآثار الجانبية من دواء إلى آخر ضمن هذه المجموعة وقد تشمل:
- زيادة خطر الإصابة بكسور العظام[4]
- تململ[5][6][7][8]
- أفكار انتحارية

### صرير الأسنان
قد تسبب مثبطات استرداد السيروتونين الانتقائية ومثبّطات استرداد النورأدرينالين والسيروتونين ألم في الفك، ومتلازمة تشنج الفك القابلة للعكس (على الرغم من أنها ليست شائعة). نجح العلاج بالبوسبيرون في تدبير صرير الأسنان الناجم عن استخدام هذه الأدوية.

### خلل الوظيفة الجنسية
يمكن أن تسبب مثبطات استرداد السيروتونين الانتقائية أنواعًا مختلفة من خلل الوظيفة الجنسية، مثل فقد الإرجاز، وضعف الانتصاب، وتناقص الرغبة الجنسية، وتنميل الأعضاء التناسلية، وانعدام التلذذ الجنسي (النشوة الجنسية غير الممتعة). المشاكل الجنسية شائعة مع مثبطات استرداد السيروتونين الانتقائية. يعد ضعف الوظيفة الجنسية واحدًا من أهم الأسباب التي تدفع المريض للتوقّف عن تناول الدواء.
قد تستمر أعراض خلل الوظيفة الجنسية في بعض الحالات بعد التوقف عن تناول مثبطات استرداد السيروتونين الانتقائية. يشار إلى هذا المزيج من الأعراض أحيانًا باسم خلل الوظيفة الجنسية التالي لاستخدام مثبّطات استرداد السيروتونين الانتقائية. في 11 يونيو 2019، اعترفت لجنة تقييم المخاطر الدوائية التابعة لوكالة الأدوية الأوروبية رسميًا بإمكانية تطوّر خلل طويل الأمد في الوظيفة الجنسية لدى الأشخاص المُعالجين بمثبّطات استرداد السيروتونين الانتقائية، حتّى بعد التوقّف عن تناولها، وأصدرت قائمة معلومات جديدة عن المنتج فيما يتعلق بالعجز الجنسي المستمر تتضمن تحذيرات واحتياطات خاصة للاستخدام.
لم يفهم العلماء الآلية التي تسبّب من خلالها مثبطات استرداد السيروتونين الانتقائية آثارًا جانبية جنسية. تشمل الآليات المحتملة:
- تأثيرات عصبية غير انتقائية (مثل التركين) تثبّط السلوك عمومًا وبما في ذلك الوظيفة الجنسية.
- تأثيرات نوعية على الأجزاء الدماغية التي تتوسط الوظيفة الجنسية.
- تأثيرات نوعية على الأنسجة والأعضاء المحيطية المرتبطة بالعملية الجنسية مثل القضيب.
- تأثيرات مباشرة أو غير مباشرة على الهرمونات التي تتوسط الوظيفة الجنسية.[23]

تشمل استراتيجيات تدبير ضعف الانتصاب إضافة أحد مثبطّات الفوسفوديإستيراز مثل السيلدينافيل، يمكن إضافة البوبروبيون في حالة نقص الرغبة الجنسية، ويمكن التحويل إلى النيفازودون في حالة خلل الوظيفة الجنسية العام.
لا تسبّب العديد من مثبطات استرداد السيروتونين غير الانتقائية آثارًا جانبية جنسية (مثل بوبروبيون، وميرتازابين، وتيانيبتين، وأغوميلاتين، وموكلوبميد).
أشارت العديد من الدراسات إلى أن مثبطات استرداد السيروتونين الانتقائية قد تؤثر سلبًا على جودة السائل المنوي.
على الرغم من أنّ الترازودون (مضاد للاكتئاب ينتمي لزمرة حاصرات مستقبلات ألفا الأدرينالية) هو سبب معروف للقسوح، فقد سُجّلَت حالات انتصاب مستمر مرتبطة بتناول مثبطات استرداد السيروتونين الانتقائية (مثل فلوكستين، وسيتالوبرام).

### الآثار الجانبية القلبية
لا يبدو أن مثبطات استرداد السيروتونين الانتقائية تؤثر على خطر الإصابة بأمراض القلب التاجية لدى المرضى الذين لا يملكون سوابق إصابة بأحد هذه الأمراض. اقترحت دراسة أتراب كبيرة عدم وجود زيادة كبيرة في احتمال الإصابة بالتشوهات القلبية عند استخدام مثبطات استرداد السيروتونين الانتقائية خلال الأشهر الثلاثة الأولى من الحمل. أفاد عدد من الدراسات الكبيرة التي أجريت على أشخاص لا يعانون من أمراض قلبية عدم وجود تغييرات في مخطط كهربية القلب مرتبطة باستخدام مثبطات استرداد السيروتونين الانتقائية. خُفّضَت الجرعة اليومية القصوى الموصى بها من السيتالوبرام والإسيتالوبرام بسبب مخاوف من إمكانية زيادة طول المسافة «كيو تي» على مخطط كهربية القلب. سُجّلَت حالات من فرط جرعة الفلوكسيتين مترافقة مع تسرّع قلب جيبي، واحتشاء عضلة قلبية، ونُظُم وصلي، وتثلاث. اقترح بعض المؤلفين مراقبة مخطط كهربية القلب لدى المرضى الذين يعانون من أمراض القلب والأوعية الدموية الشديدة ويتناولون مثبطات استرداد السيروتونين الانتقائية.

### الآثار الجانبية النزفية
تتفاعل مثبطات استرداد السيروتونين الانتقائية مع مضادات التخثر مثل الوارفارين، والأدوية المضادة للصفيحات مثل الأسبرين. ما يعني زيادة خطر الإصابة بنزوف الجهاز الهضمي، والنزوف التالية للجراحة. يزداد الخطر النسبي للنزيف داخل الجمجمة، ولكن يبقى الخطر المطلق منخفض للغاية. من المعروف أن مثبطات استرداد السيروتونين الانتقائية تسبب سوء في وظيفة الصُفيحات الدموية. يزداد خطر النزف لدى أولئك الذين يتناولون مضادات التخثر والعوامل المضادة للصفيحات ومضادات الالتهاب غير الستيروئيدية إلى جانب مثبّطات استرداد السيروتونين الانتقائية، ويزداد أيضًا لدى مرضى تشمّع الكبد والقصور الكبدي.

### زيادة خطر الإصابة بكسور العظام
تشير الدلائل المستمدة من دراسات أترابية مختلفة إلى وجود ارتباط بين استخدام مثبطات استرداد السيروتونين الانتقائية بالجرعات العلاجية وانخفاض كثافة العظام المعدنية، وزيادة مخاطر الكسر، وهي علاقة يبدو أنها تستمر حتى مع العلاج المساعد بالبيسفوسفونات. ولكنّ العلاقة بين تناول مثبطات استرداد السيروتونين الانتقائية والكسور تستند إلى بيانات مصدرها الملاحظة والمراقبة بدلاً من التجارب، ما يعني أنّ العلاقة ليست بالضرورة سببية. تزيد هذه الأدوية من حالات السقوط المسبّبة للكسور، ما يعني ضرورة الاهتمام بالمرضى المسنين الذين يستخدمون الدواء. لا يبدو أنّ المرضى الأصغر سنًّا يعانون من نقص الكثافة المعدنية للعظم عند تناولهم مثبطات استرداد السيروتونين الانتقائية.

### متلازمة السحب المتعلّقة بمضادات استرداد السيروتونين الانتقائية
يجب عدم التوقف عن تناول مثبطات استرداد السيروتونين فجأة بعد علاج طويل الأمد، بل يجب تخفيض الجرعة على مدى عدّة أسابيع قبل إيقاف الدواء، درءًا لأعراض متلازمة السحب التي تتضمّن: الغثيان، والصداع، والدوخة، والقشعريرة، والآلام الجسدية، وتشوش الحس، والأرق. قد ينتج عن الباروكستين أعراض مرتبطة بالسحب بمعدل أكبر من مثبطات استرداد السيروتونين الانتقائية الأخرى، على الرغم من الإبلاغ عن تأثيرات مماثلة لجميع مثبطات استرداد السيروتونين الانتقائية. تبيّن أيضًا أنّ أعراض السحب أقل بالنسبة للفلوكستين، ربما بسبب نصف عمره الطويل وأثره المتناقص بشكل طبيعي بسبب إزالته البطيئة، تنطوي إحدى استراتيجيات تقليل أعراض متلازمة سحب مثبطات استرداد السيروتونين الانتقائية على تحويل المريض إلى العلاج بالفلوكستين ثم تخفيض الجراعة، والتوقف عن تناوله.

### متلازمة السيروتونين
تحدث متلازمة السيروتونين عادةً بسبب استخدام اثنين أو أكثر من الأدوية سيروتونينيّة المفعول، بما في ذلك مثبطات استرداد السيروتونين الانتقائية. متلازمة السيروتونين هي حالة قصيرة الأمد، تتراوح أعراضها بين الخفيفة (أكثر شيوعًا) والمميتة. تشمل الأعراض الخفيفة زيادة معدل ضربات القلب، والرعشة، والتعرق، واتساع حدقة العين، والرمع العضلي (ارتعاش أو ارتعاش متقطع)، بالإضافة إلى اشتداد المنعكسات. لا يبدو أن الاستخدام المتزامن لمثبطات استرداد السيروتونين الانتقائية أو مثبطات استرداد النوربينفرين الانتقائية (المستخدمة لعلاج الاكتئاب) مع التريبتان (المستخدم لعلاج الشقيقة) يزيد من خطر تطوّر متلازمة السيروتونين.

## روابط خارجية
- Serotonin+uptake+inhibitors في المكتبة الوطنية الأمريكية للطب نظام فهرسة المواضيع الطبية (MeSH).